# President interí
Un president interí és una persona que temporalment ocupa el rol de president d'una organització o país, ja sigui perquè l'anomenat president no està disponible (per exemple, per malaltia o vacances) o quan el càrrec es troba vacant (per exemple, per causa de mort, lesió, renúncia o condemna penal en sentència ferma).